# Thomas Rhys Thomas
Pour les articles homonymes, voir Rhys Thomas.

a Compétitions nationales et continentales officielles uniquement.

b Matchs officiels uniquement.
Dernière mise à jour le 3 juillet 2023.
Thomas Rhys Thomas, est né le 23 avril 1982 à Abercynon (Pays de Galles) est un joueur de rugby à XV évoluant au poste de talonneur (1,83 m pour 104 kg). Il compte 27 sélections avec l'équipe du pays de Galles.

## Carrière
Il a disputé son premier test match le 4 juin 2005, contre l'équipe des États-Unis.

## Palmarès
- 27 sélections (5 points)
- Sélections par année : 6 en 2005, 8 en 2006, 12 en 2007 et 1 en 2008
- Tournois des Six Nations disputés : 2006 et 2007
- Coupe du monde disputées : 2007 (4 matchs)